# Poivre d'âne
Le poivre d'âne ou pèbre d'aï est un fromage français à pâte molle. Il est fabriqué autour du mont Ventoux à partir de lait de chèvre ou de vache.

## Étymologie
Son appellation provient de son enrobage de plusieurs herbes sèches, dont l'une porte le nom provençal de pèbre d'aï (poivre d'âne). Cette plante aromatique est en fait la sarriette vivace (Satureja montana L).

## Origine
Les producteurs mettant ce fromage en marché se trouvent autour du mont Ventoux, dans le Comtat Venaissin, la Drôme provençale et en Haute Provence.

## Présentation
Il a une forme ronde de 7 à 8 centimètres de diamètre et de 3 centimètres d'épaisseur. Son poids varie entre 100 et 120 grammes.

## Maturation
Ce fromage doit présenter une croûte blanc bleuté à blanc doré, sa pâte doit être fine et serrée et il doit dégager une saveur douce et parfumée.